# 夜を往け
『夜を往け』（よるをゆけ）は、1990年6月13日に発表された中島みゆきの18作目のオリジナルアルバムである。

## 解説
キャッチコピーは「どこかで、だれかが、頑張っている。」。テーマは、タイトル通り夜であり「夜はみゆきにおまかせください」というコンセプトを基に制作された。
前作『回帰熱』がセルフカバーアルバムだったため、オリジナル楽曲をメインとしたアルバムは1988年に発売された『グッバイガール』以来1年7ヶ月ぶりとなる。
ミックスダウンとマスタリングは、イギリスのオックスフォードにあるスタジオ『The Manor』で行われ、エンジニアにザ・ザや、ディーコン・ブルーなどの作品を手がけたフィリックス・ケンドールが担当した。
このアルバムに収録の「あした」は特に表記は無いがシングルとは別音源になっている。同年のコンサートツアーのタイトルにもなっている。
CDショップやイベンター宛に中島のメッセージ付きのフライヤーが配られた。メッセージは以下の通り。

## 再発盤
このアルバムのポニーキャニオン盤は既に廃盤となっているが、2021年現在でも、このアルバムを含んだ通販限定CDボックスは、ポニーキャニオンショッピングクラブにて販売中である。
現行盤のCDは2018年にヤマハミュージックコミュニケーションズから発売されたもの（デジタルリマスタリングされた）。
尚、2013年、Tom Bakerにより新たにデジタルリマスタリングされたCDがクリスタルディスクにて発売された（規格品番：YMPCD-10027）。

## 収録曲

### CD
| 全作詞・作曲: 中島みゆき、全編曲: 瀬尾一三。 |                         |            |            |      |
| #                                            | タイトル                | 作詞       | 作曲・編曲 | 時間 |
| 1.                                           | 「夜を往け」            | 中島みゆき | 中島みゆき | 5:37 |
| 2.                                           | 「ふたつの炎」          | 中島みゆき | 中島みゆき | 5:30 |
| 3.                                           | 「3分後に捨ててもいい」 | 中島みゆき | 中島みゆき | 4:41 |
| 4.                                           | 「あした」              | 中島みゆき | 中島みゆき | 5:30 |
| 5.                                           | 「新曾根崎心中」        | 中島みゆき | 中島みゆき | 6:33 |
| 6.                                           | 「君の昔を」            | 中島みゆき | 中島みゆき | 4:19 |
| 7.                                           | 「遠雷」                | 中島みゆき | 中島みゆき | 6:43 |
| 8.                                           | 「ふたりは」            | 中島みゆき | 中島みゆき | 6:27 |
| 9.                                           | 「北の国の習い」        | 中島みゆき | 中島みゆき | 5:04 |
| 10.                                          | 「with」                | 中島みゆき | 中島みゆき | 5:39 |
| 合計時間:                                    | 合計時間:               | 56:03      |            |      |

### カセットテープ
| 全作詞・作曲: 中島みゆき、全編曲: 瀬尾一三。 |                         |            |            |      |
| #                                            | タイトル                | 作詞       | 作曲・編曲 | 時間 |
| 1.                                           | 「夜を往け」            | 中島みゆき | 中島みゆき | 5:37 |
| 2.                                           | 「ふたつの炎」          | 中島みゆき | 中島みゆき | 5:30 |
| 3.                                           | 「3分後に捨ててもいい」 | 中島みゆき | 中島みゆき | 4:41 |
| 4.                                           | 「あした」              | 中島みゆき | 中島みゆき | 5:30 |
| 5.                                           | 「新曾根崎心中」        | 中島みゆき | 中島みゆき | 6:33 |
| 合計時間:                                    | 合計時間:               | 27:51      |            |      |

| 全作詞・作曲: 中島みゆき、全編曲: 瀬尾一三。 |                  |            |            |      |
| #                                            | タイトル         | 作詞       | 作曲・編曲 | 時間 |
| 1.                                           | 「君の昔を」     | 中島みゆき | 中島みゆき | 4:19 |
| 2.                                           | 「遠雷」         | 中島みゆき | 中島みゆき | 6:43 |
| 3.                                           | 「ふたりは」     | 中島みゆき | 中島みゆき | 6:27 |
| 4.                                           | 「北の国の習い」 | 中島みゆき | 中島みゆき | 5:04 |
| 5.                                           | 「with」         | 中島みゆき | 中島みゆき | 5:39 |
| 合計時間:                                    | 合計時間:        | 28:12      |            |      |

## 楽曲解説
1. 夜を往け
  - PVが存在し、PV集『A FILM of Nakajima Miyuki』に収録された。
  - 関西テレビ（フジテレビ系列）制作のサスペンスドラマシリーズ『結城昌治サスペンス』[注釈 1]と『現代推理サスペンス』[注釈 2]の主題歌にも使用された。
2. ふたつの炎
  - この曲もPVが存在している（発売時ショップ用に作られたPV集（120分、半分は映像版・曲つきディスコグラフィ）に収録されている。公式に発表されたのは数回のTV放映以外にはこの未発売の商品のみ。
3. 3分後に捨ててもいい
  - カップラーメンのふたの歌といわれており、中島いわく「この曲をレコーディングしたとき、冗談のつもりで、カップラーメンのふたの歌ですと言ったら、信じた人がいましたけど」と語っている[3]。
4. あした
  - 先行シングル。特に表記はないがアルバムヴァージョンである。
  - KDD（現KDDI）のCMソング。
5. 新曾根崎心中
6. 君の昔を
7. 遠雷
8. ふたりは
  - 1995年に発売されたアルバム『10 WINGS』には、元ツイストの世良公則とデュエットされたバージョンが収録されている。
9. 北の国の習い
  - 中島いわく、北海道観光案内ソングで「冬に北海道に来る人は雪に気をつけてください」という親切な歌詞だという[4]。
10. with
  - 「北の国の習い」からクロスフェイドして始まる。
  - 映画『息子』（山田洋次監督）イメージソングとして、後にシングルカットされた。

## 演奏者
- Vocals：中島みゆき
- Drums：青山純, 山木秀夫, 長谷部徹
- Bass：美久月千晴, 富倉安生, 松原秀樹
- Fretlessbass & Stickbass：美久月千晴
- Keyboards：倉田信雄, 中西康晴, 国吉良一, 瀬尾一三
- E.Guitar：今剛, 松原正樹, 土方隆行
- A.Guitar：吉川忠英, 笛吹利明, 今剛
- Gutguitar：松原正樹
- Mandolin & Mandola：吉川忠英
- Saxophones：古村敏比古, Mel Collins
- Backup Vocals：杉本和世, 坪倉唯子, 瀬尾一三
- Programmer：浦田恵司(EMU), 倉田信雄, 瀬尾一三